# 당근 요리 목록
이 목록은 당근 요리 목록이다. 당근을 주된 재료로 한다. 당근은 뿌리채소고, 보통 주황색이다. 또한, 보라색, 빨간색, 노란색을 띄는 종들도 존재한다.

## 당근 요리
- 당근 케이크
- 당근 칩
- 당근 주스
- 당근 푸딩
- 당근 샐러드
  - 마르코프차
- 당근 수프

## 같이 보기
- 당근유

당근 요리
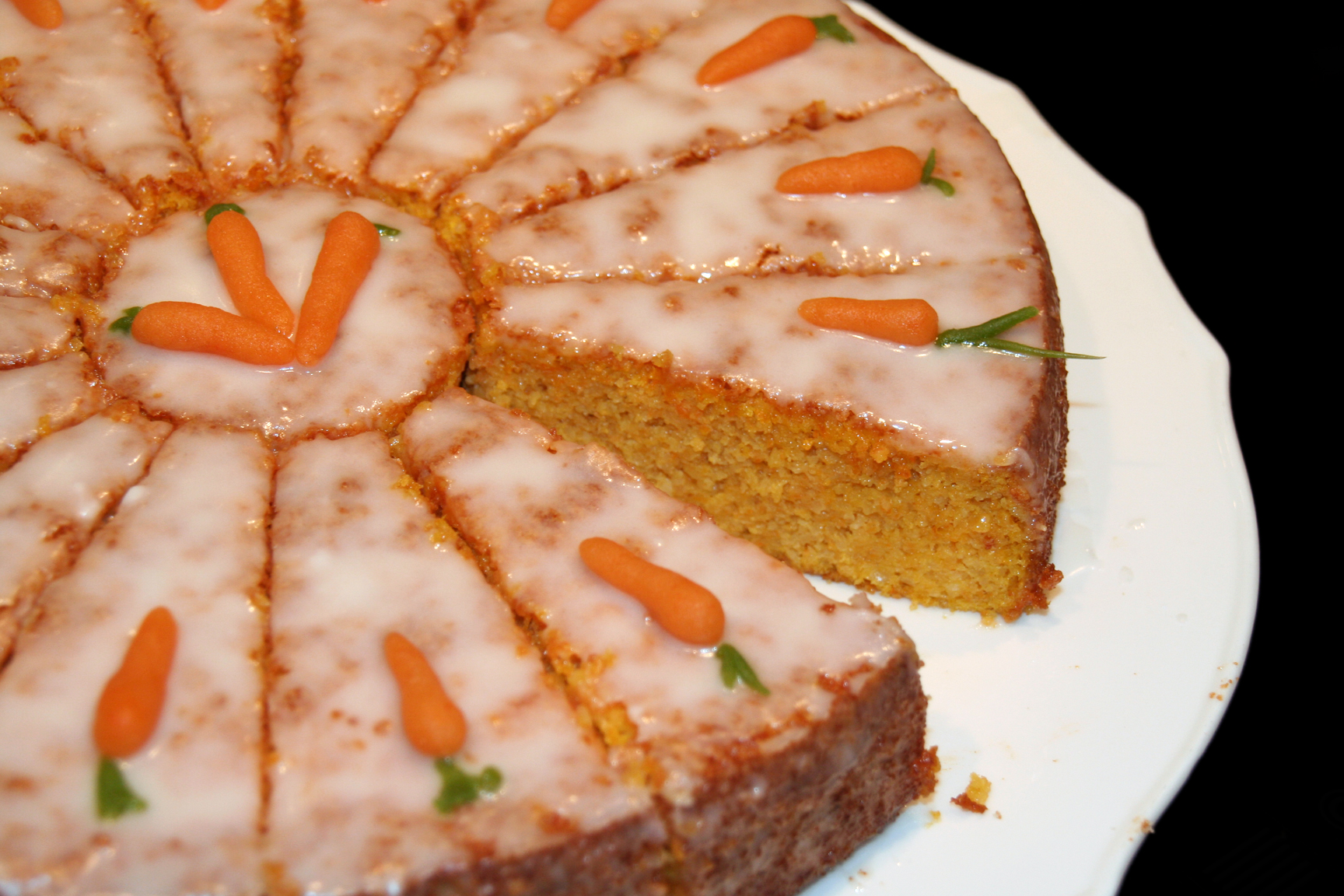
당근 케이크
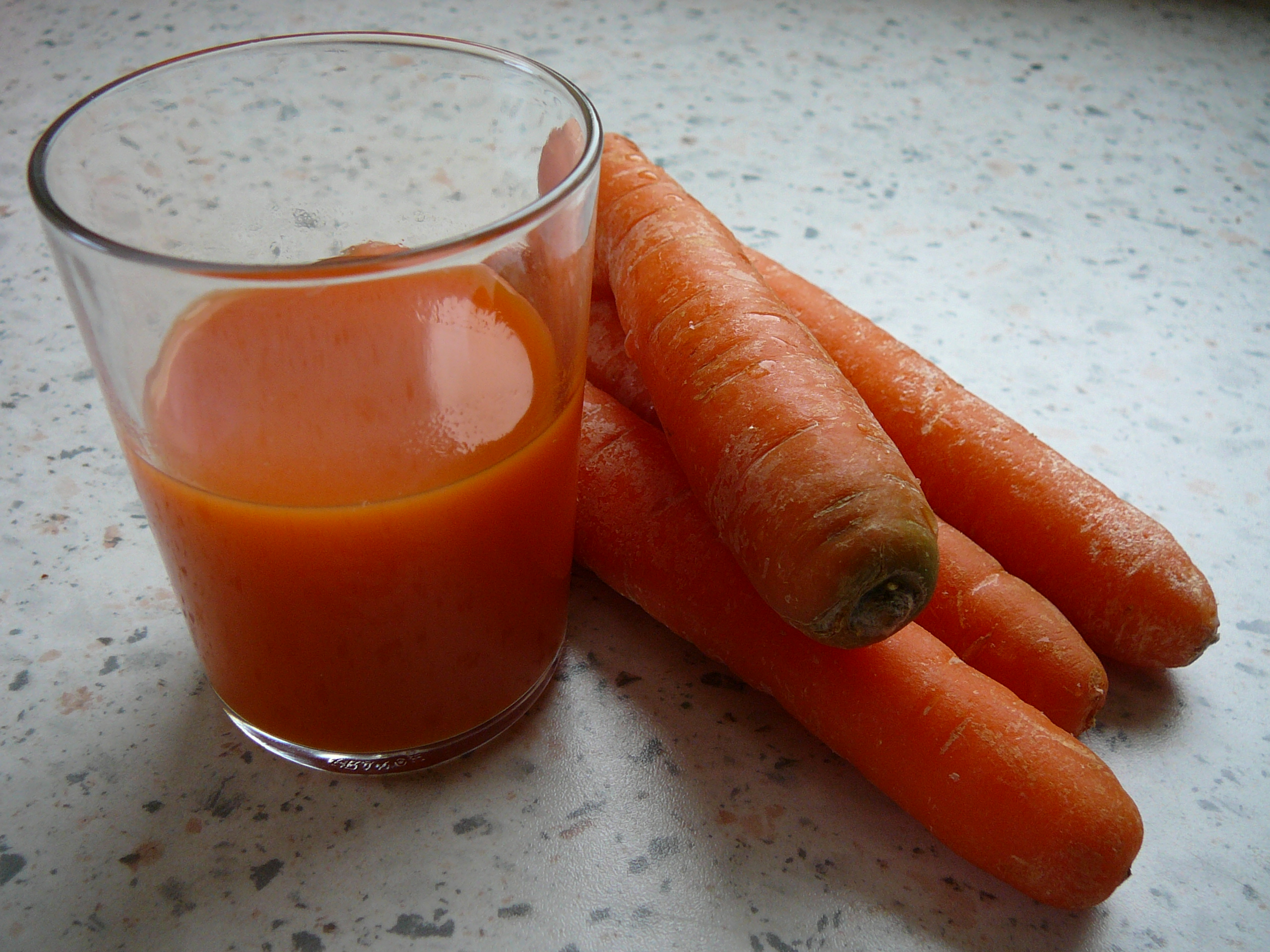
당근 주스와 당근
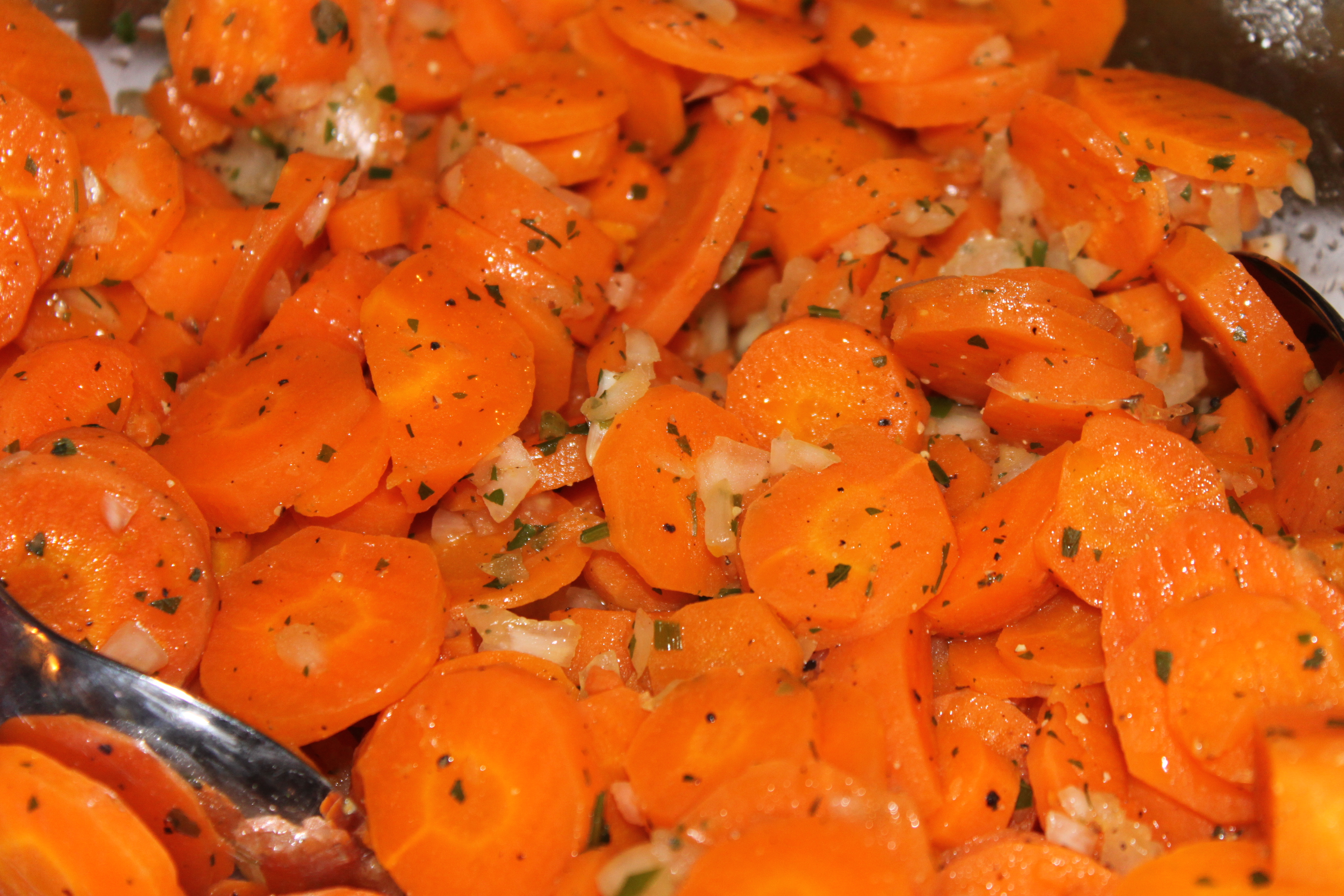
당근 샐러드의 확대한 모습